# Reese Bowen Brabson
Reese Bowen Brabson (* 16. September 1817 im Sevier County, Tennessee; † 16. August 1863 in Chattanooga, Tennessee) war ein US-amerikanischer Politiker. Zwischen 1859 und 1861 vertrat er den Bundesstaat Tennessee im US-Repräsentantenhaus.

## Werdegang
Reese Brabson wurde auf der Familienplantage „Brabsons Ferry“ geboren. Er besuchte zunächst die Dandridge Academy und danach bis 1840 das Maryville College. Nach einem anschließenden Jurastudium und seiner im Jahr 1848 erfolgten Zulassung als Rechtsanwalt begann er in Chattanooga in seinem neuen Beruf zu arbeiten. Außerdem war er noch in der Landwirtschaft tätig.
Brabson schlug überdies eine politische Laufbahn ein. In den Jahren 1851 und 1852 saß er als Abgeordneter im Repräsentantenhaus von Tennessee. Er wurde Mitglied der kurzlebigen Opposition Party. Bei den Kongresswahlen des Jahres 1858 wurde er als deren Kandidat im dritten Wahlbezirk von Tennessee in das US-Repräsentantenhaus in Washington, D.C. gewählt, wo er am 4. März 1859 die Nachfolge von Samuel Axley Smith antrat. Da er im Jahr 1860 auf eine weitere Kandidatur verzichtete, konnte er bis zum 3. März 1861 nur eine Legislaturperiode im Kongress absolvieren. Diese war von den Ereignissen und Spannungen im unmittelbaren Vorfeld des Bürgerkrieges geprägt.
Nach seinem Ausscheiden aus dem US-Repräsentantenhaus arbeitete Reese Brabson wieder als Anwalt. Er starb am 16. August 1863 in Chattanooga. Sein Neffe Charles K. Bell (1853–1913) vertrat zwischen 1893 und 1897 den Staat Texas im Kongress.